# Yisroel Salanter
El Rabino Yisroel Salanter, también llamado Israel Lipkin de Salant, nació el 3 de noviembre de 1809 en Zagaré, cerca de Kaunas, y murió el 2 de febrero de 1883 en Königsberg, fue un destacado talmudista, y uno de los fundadores del Movimiento del Musar.

## Biografía
Salanter nació en Zagaré, cerca de Kaunas, en el seno de una familia rabínica. Fue el hijo del Rabino Zev Wolf y de su esposa Leah. Su padre posteriormente fue el presidente de los tribunales rabínicos de Kuldiga y Telsiai. 
De joven fue enviado a aprender la santa Torá con el rabino Tzvi Hirsch Broide, con quien inició sus estudios religiosos. Fue en Salantai donde Salanter conoció a Yosef Zundel, un discípulo cercano del Rabino Jaim de Volozhin, y a través de su influencia, se interesó en la cuestión del mejoramiento moral. 
Después de contraer matrimonio con Esther Feigue Eisenstein (1814-1871), Salanter se instaló con ella en la población de Salantai. Allí continuó con sus estudios bajo la dirección de los rabinos Hirsch Broda, y Yosef Zundel de Salant, un discípulo de Jaim de Volozhin. Zundel ejerció una gran influencia en el desarrollo del carácter de Salanter, le enseñó el mejoramiento personal mediante el estudio del Musar. Lipkin desarrolló posteriormente un método completo y lo popularizó. Alrededor del año 1833, conoció al joven Rabino Alexander Moshé Lapidos, el cual se convirtió en su alumno y compañero. En 1840, Salanter se trasladó a Vilna, donde asumió la dirección de la yeshivá de Mayles. Poco después, se trasladó a Zaretcha, un suburbio de Vilna, donde enseñó la Torá en la yeshivá local.

## Pensamiento
El Rabino Yisroel estaba comprometido con un verdadero replanteamiento del sistema de vida judío de su época, observando que sus contemporáneos vivían el judaísmo sin reflexión ni profundidad. De este modo, se propuso conquistar a las comunidades judías lituanas, y comenzó impartiendo una serie de conferencias, que rápidamente le valieron una gran reputación. El Rabino Yisroel promovía el movimiento del Musar para hacer volver a las personas al buen camino. Salanter ocupaba un lugar prominente en el judaísmo rabínico lituano, estimulando un cambio en las actitudes, y dando respuesta a un problema existente en su generación, como era el que planteaban el surgimiento de la Haskalá y el materialismo emergente. También respondió a las expectativas intelectuales expresadas por la comunidad de estudiantes de la Torá, que se había vuelto más exigente.

## Obras literarias
Publicaba una revista llamada Tevuná (doce números aparecieron entre 1861 y 1862). En cada número (o en casi todos), había un texto del Salanter sobre el movimiento del Musar, junto con artículos sobre la ley judía, la Halajá. En su nombre se publicaron varios libros, entre ellos: Imrei Biná, Iguéret HaMusar, Or Israel (su libro más famoso), Even Israel, Gueón Israel y Etz Pri, pero fueron sus alumnos quienes los escribieron.